# (26879) Хейнс
(26879) Хейнс (лат. Haines) — астероид, относящийся к группе астероидов пересекающих орбиту Марса. Он был открыт 9 июля 1994 года американскими астрономами Кэролин Шумейкер и Юджином Шумейкером в Паломарской обсерватории и назван в честь австралийского геолога Питера Уайатта Хейнса.

Орбита астероида Хейнс и его положение в Солнечной системе